# حقوق المرأة في السعودية
حقوق المرأة في المملكة العربية السعودية هي التشريعات والقوانين التي تتعلق بشؤون المرأة وأحوالها الشخصية، وأوضاعها الاجتماعية، وشهدت تلك الحقوق تعديلات إصلاحية جذرية في أغسطس 2019 بعد أن كانت لسنوات تعد محدودة مقارنة بالرجل، نتيجة لهيمنة التيار الديني التي تزايدت بعد العام 1979م، حيث صنف المنتدى الاقتصادي العالمي السعودية في العام 2013 في مرتبة متأخرة ضمن قائمة الدول من حيث المساواة بين الجنسين (المرتبة 127 من أصل 136). لكن ساهمت الإصلاحات التي أجرتها السعودية لاحقا في تحسن ترتيبها في تقرير المنتدى لعام 2018 إذ بلغت نسبة التغيير 59٪ على صعيد المساواة في الأجور والتحصيل العلمي. وكانت السعودية آخر دولة تعترف بحق المرأة بالتصويت والترشح حيث أعلن الملك السعودي عبد الله بن عبد العزيز آل سعود عام 2011 أن النساء سيتمكّن من المشاركة في الإنتخابات البلدية السعودية عام 2015، بالإضافة إلى التعيين في مجلس الشورى السعودي.، قفزت نسبة النساء السعوديات خلال عامي 2018 و2019 إلى 23% من نسبة القوة العاملة في البلاد، بعد أن كانت تشكل 14٪ على مدى 28 سنة ماضية. فيما تستهدف رؤية السعودية 2030 رفع النسبة إلى 30٪. وتعتبر التغييرات التي بدأ بها الملك عبد الله في بعض المؤسسات، والتعليم، تمثل الإسلام المحافظ، واليوم 30% من مجلس الشورى نساءً. ويبلغ معدل سن النساء لدى زواجهم 25 عامًا. نالت المرأة حقوقا أكبر في عهد الملك سلمان الذي أجرى تغييرات إصلاحية واسعة سمح للمرأة من خلالها بقيادة السيارة في يونيو 2018، وفي أغسطس 2019 ألغت السعودية في عهده شرط موافقة ولي الأمر الذي كان معمولا به عند استخراج المرأة لجواز سفرها، كما أتاحت حرية السفر لكل من الذكر والأنثى اللذين تجاوز عمرهما 21  عاما دون قيد، وبعدها بشهرين (في أكتوبر) ألغت شرط وجود المحرم للمرأة في حال سكنها بمرافق الإيواء السياحي.
أورد تقرير مجلس حقوق الإنسان التابع للجمعية العامّة للأمم المتحدة صدر عام 2009 أن إصلاحات متواضعة في مجال حقوق المرأة حصلت، وكان لها على تواضعها آثار يعتد بها على تحسن حقوق المرأة أبرزها في مجال التعليم، لكن لم تصحبها آثار مناظرة في مجالات مشاركة المرأة في القوى العاملة، كما يجري استبعاد المرأة إلى حد كبير من عملية صنع القرار، كما أن الفصل بين الجنسين يضع النساء في موقع المحروم من المشاركة في النطاق الكامل للأنشطة المتاحة، وكذلك ممارسة القوامة من جانب الرجل واعتراضها الاستقلال الذاتي للنساء وأهليتهن القانونية كراشدات في المجتمع وفي أماكن العمل. كما أشار التقرير أنه إلى جانب افتقار المرأة إلى الاستقلال الذاتي والاقتصادي، فإن قصورا في الممارسات القضائية المتصلة بالطلاق والولاية على الأطفال إلا أنه يفتقر إلى الوضوح القانوني ويترك الأمر في هذه المسائل للسلطة التقديرية للقضاة. وبالرغم من أن العنف ضد المرأة أضحى قضية من قضايا السياسات العامّة، وتحظى باهتمام جوانب مثل الزواج المبكر والقسري، بالإضافة إلى الطلاق؛ إلا أنه وللأسباب المذكورة.
في العقد التالي للعقد الذي صدر فيه تقرير مجلس حقوق الإنسان شهد الجانب العدلي والقضائي المتعلق بحقوق المرأة قرارات إصلاحية تضمن أبرزها إقرار صندوق للإنفاق على أولاد المرأة خلال فترات التقاضي الخاصة بالخلافات الزوجية، كما يحق للزوجة تسلم نسخة من عقد الزواج، وعلى المأذون أن يسمع موافقتها لفظيا على الزواج، وسمح للمرأة برخصة التوثيق، كما استحدث مجلس الوزراء صندوق نفقة للمطلقات والأبناء، ووفرت الدولة أماكن لتنفيذ أحكام الرؤية والحضانة، وسمحت للمرأة بدخول الدوائر القضائية دون ولي، وكذلك السماح لها بولاية المحضون، وإثبات حضانتها لأطفالها دون رفع دعوى قضائية، كما ألغت وزارة العدل العمل بالأحكام القاضية بإجبار الزوجة على العودة إلى بيت زوجها.
صنفت المملكة كواحدة من أفضل دول العالم في إصلاح القوانين واللوائح المتعلقة بالمرأة ، وفقًا لتقرير البنك الدولي للمرأة والأعمال والقانون لعامي 2020 و 2021 وكذلك نتيجة للإصلاحات المتسارعة التي تقوم بها المملكة لتمكين المرأة السعودية". "ارتفع معدل المشاركة الاقتصادية للإناث السعوديات خلال السنوات الثلاث من 2017 إلى 2020 بنسبة 94 %.

## خلفية
في واقع المجتمع السعودي يمثل منهج الكتاب والسنة دستور المملكة العربية السعودية، وتقوم هيئة كبار العلماء السعودية بدراسة الكثير من القضايا الشرعية قبل تطبيقها في البلاد، وكانت هيئة كبار العلماء ترى أن بعض القضايا التي يتم طرحها في الساحة كقيادة المرأة للسيارة وقضية الاختلاط بالرجال وغيرها محل فتنة للمرأة ومخالفة لمنهج البلاد الذي تسير عليه. لكن الهيئة أيدت قرار قيادة المرأة للسيارة مؤكدة أن الأصل فيها الإباحة.

## الوصاية ونظام «ولي الأمر»
بدأت السعودية في أغسطس 2019 باتخاذ إجراءات فعلية للحد من سلطة الولاية التي كانت تتيح للذكور الأقارب، وفقا لتشريعات معينة وتقاليد وأعراف اجتماعية، الوصاية على المرأة في عدد من أحوالها الشخصية كالسفر والزواج والبيع وغيرها، الأمر الذي أشار إليه تقرير أصدرته منظمة هيومن رايتس ووتش في 21 أبريل 2008 تحت عنوان " قاصرات إلى الأبد"، حيث قدمت عن السعودية آنذاك واحدا من «أسوأ» السجلات الخاصة بحقوق المرأة. قامت الحكومة السعودية بتعديل عدد من الأوضاع المتعلقة بالمرأة حيث شجعت النساء على امتلاك بطاقات شخصية وأصدرت قوانين بمنحهم حق الحصول على الرعاية الصحية.
أتاحت السعودية للمرأة، وفق التعديلات التي أقرها مجلس الوزراء نهاية يوليو 2019 في أنظمة وثائق السفر والعمل والتأمينات الاجتماعية، استخراج جواز سفرها دون شرط، كما أصبح بإمكانها السفر بعد بلوغها سن الـ21 عاما، وإضافة إلى ذلك يحق لها التبليغ عن المولود بصفتها أمه، كما أصبح من حقها طلب الحصول على سجل الأسرة من إدارة الأحوال المدنية. أيضا فإن التعديلات الجديدة لم تفرق بين الرجل والمرأة في المسؤولية عن الأبناء القصر وجعلت المرأة «رب أسرة» مناصفة مع الزوج إذا كان هناك أبناء قصر. وعلى صعيد شعيرة الحج، ألغت السعودية شرط وجود ولي عند القيام بالحج.

## العمل
تعمل المرأة السعودية في كافة القطاعات باستثناء المهن والأعمال الخطرة والضارة مثل المناجم والمحاجر والصناعات التي يتم فيها تحويل المواد، وما شابه. في العام 1425 قرر مجلس الوزراء السعودي قصر العمل في محلات بيع المستلزمات النسائية الخاصة على المرأة السعودية، بعد أن كانت مجالات العمل أمامهن ضيقة، ووصلت نسبة البطالة بين النساء عام 2013 لمعدل 80%، مما دعا السعودية لإصدار عدة قرارات لتوسيع مشاركة المرأة في سوق العمل، ووفق تحليل لمنظمة العدل الدولية فإن نسبة عمل المرأة فوق 15 عاما في السعودية زادت بنهاية العام 2018 إلى 22.3٪. وساهم في تقليص فرص العمل للمرأة غياب القوانين المتعلقة بالمساواة في الأجور وساعات العمل بين الرجال والنساء، وفي يناير 2019 أزالت وزارة العمل فوارق الأجور وحددت ساعات العمل للمرأة، مما أثمر مؤخرًا في انخفاضًا ملحوظًا في البطالة من الربع الرابع من عام 2022م ليصل إلى 15.4% مقارنة بالأعوام السابقة (2019 و2020و2021م).
واجهت المرأة السعودية عوائق أخرى تتعلق بصعوبة التنقل وقلة خدمات رعاية الأطفال، كما كان عملها في بعض الوظائف في القطاع الخاص والحكومي محكوما بنظام الوصاية قبل إسقاطه، وقد وضعت الدولة محفزات لزيادة مشاركة المرأة في سوق العمل عن طريق إطلاق برامج لضيافة أطفال المرأة العاملة وكذلك  نقلها من وإلى مقر العمل، كما وفرت برامج تدريب وتأهيل القيادات النسائية ومنصة تفاعلية تحتوي على بيانات القيادات النسائية في السعودية بالإضافة لتسهيلات في العمل الحر من خلال برامج تمويلية وتحفيزية عطفاً على الدعم الاجتماعي الملازم للمرأة أثناء عملها، كما تضمنت التعديلات التي أقرها مجلس الوزراء بنهاية يوليو 2019 المساواة بين الرجل والمرأة في سن التقاعد وفرص العمل، والمساواة بينهما أيضا في تعريف العمل وتعريف العامل.ومن مبدأ المساواة خصصت هيئة حقوق الإنسان منصة للبالغات في حال انتهاك قوانين العمل المتعلقة بالمساواة في الأجور وحقوق المرأة العاملة.

## المشاركة السياسية والعامة
في 12 ديسمبر 2013م صدر أمر ملكي ينص بأن تكون المرأة عضواً يتمتع بالحقوق الكاملة للعضوية في مجلس الشورى، وأن تشغل نسبة (20%) من مقاعد العضوية كحدٍ أدنى. ويضم المجلس الحالي في عضويته (30) امرأة من أصل 150 عضو هم مجموع أعضاء مجلس الشورى السعودي. كما أُقرت مشاركة المرأة في الترشح والانتخاب لعضوية المجالس البلدية اعتباراً من الدورة القادمة، والتي ستكون في عام 2015م. والمرأة السعودية تشغل مناصب عليا في الوظائف العامة، وأصبحت شريكاً مهمًا في العديد من الهيئات والجمعيات الأهلية كالغرف التجارية، والأندية الأدبية، وجمعيات الخدمات الاجتماعية. في عام 2020، عينت الهيئة العربية السعودية لشؤون الحرمين الشريفين في مكة المكرمة والمدينة المنورة عشر سيدات في مناصب قيادية في رئاسة الهيئة.

## قيادة المرأة للسيارة
كانت المملكة العربية السعودية الدولة الوحيدة في العالم التي لا تسمح بالمرأة بقيادة السيارة، واستمر المنع الصارم في المدن خصوصاً منذ تأسيس المملكة وحتى إصدار الملك سلمان بن عبد العزيز في 26 من سبتمبر 2017 أمر ملكي بالسماح للمرأة بقيادة السيارة داخل المملكة حيث نص القرار على “اعتماد تطبيق أحكام نظام المرور ولائحته التنفيذية – بما فيها إصدار رخص القيادة – على الذكور والإناث على حد سواء على أن يبدأ التنفيذ في 10 شوال 1439هـ وفق الضوابط الشرعية والنظامية المعتمدة”.

### ردود فعل السياسية

#### منظمات عالمية
- الأمم المتحدة - رحبت هيئة الأمم المتحدة للمرأة بالأمر السامي القاضي بالسماح للمرأة السعودية بقيادة السيارة.الأمين العام للأمم المتحدة، أنطونيو غوتيريس، «أرحب بقرار المملكة العربية السعودية برفع الحظر عن قيادة النساء للسيارات. إنها خطوة على الطريق الصحيح». كما وأعرب رحب المدير الإقليمي لهيئة الأمم المتحدة للمرأة في الدول العربية محمد الناصري، عن سعادة الهيئة بهذا القرار الذي وصفه بأنه خطوة مهمة جدا في إطار جهود المملكة العربية السعودية لتعزيز حقوق المرأة السعودية.ونوه الناصري بما حققته المملكة العربية السعودية في مجال تعزيز مكانة المرأة وبلورة دورها في جميع المجالات، وصولاً إلى المشاركة في مجلس الشورى عضوا فاعلا.[40]
- الجامعة العربية - أشادت جامعة الدول العربية، الأربعاء، بقرار السعودية التاريخي السماح للمرأة بقيادة السيارة على موقع التواصل الاجتماعي «تويتر» ووصفته بالخطوة الإيجابية التي طال انتظارها.[41]
- الاتحاد الأوروبي - رحب الاتحاد الأوروبي اليوم الأربعاء 27 سبتمبر 2017 بقرار المملكة العربية السعودية السماح للمرأة بقيادة السيارة.وذكر متحدث باسم الاتحاد الأوروبي للصحفيين إن القرار يعد إنجازا واضحا للعديد من السعوديات اللائي عملن بلا كلل من أجل الاعتراف بحقوقهن.وأضاف ان الاتحاد الأوروبي يرحب بتلك الخطوة لاسيما وانها تتفق مع التزام السعودية بتحقيق مساواة المرأة في الحقوق والفرص.

كما اعرب عن اقتناع الاتحاد الأوروبي بأن مشاركة المرأة الكاملة في المجالات الاجتماعية والسياسية والاقتصادية ستكون عاملا أساسيا لنجاح (رؤية المملكة 2030).

#### دول
- - رئيسة وزراء المملكة المتحدة، تيريزا ماي، رحبت بالقرار السعودي ووصفته بأنه «خطوة مهمة في سبيل المساواة بين الجنسين في بلد حليف في الشرق الأوسط».[43]
- - الرئيس الأمريكي، دونالد ترامب، «أثنى على قرار السعودية السماح للمرأة بقيادة السيارة. وقال بيان للبيت الأبيض إن القرار خطوة تقدمية بالنسبة إلى حقوق المرأة في بلد محافظ بشدة».[44]
- - آنييس روماتيت أسبانيي، في بيان صادر عن الناطقة باسم وزارة الخارجية، آنييس روماتيت أسبانيي قرار السلطات السعودية بالسماح للمرأة بالقيادة وقالت روماتيت أسبانيي، في هذا الصدد «هذه الخطوة تعدّ تقدماً مهما لحقوق المرأة في السعودية مما يتماشى مع رؤية عام 2030 التي وضعها ولي العهد محمد بن سلمان لتطوير البلاد على المستوى الاقتصادي والاجتماعي».[45]

#### مؤسسات
- صحيفة فايننشال تايمز - المرسوم الأخير هو خطوة في طريق إصلاحات اجتماعية تشق طريقها في المملكة.[46]

## الفجوة بين الجنسين
في 2009 في تقرير المؤشر العالمي للفجوة بين الجنسين جاءت السعودية في المرتبة 119من أصل 134 بلدا من أجل المساواة بين الجنسين، ولا سيما في الفرص الوظيفية والتعليم والمشاركة السياسية كان البلد الوحيد الذي يسجل صفر في فئة التمكين السياسي 2008، ومنذ ذلك الحين عملت السعودية على سد الفجوة بين الجنسين، وحققت تحسينات كبيرة مما جعلها أفضل دولة في أجراء التحسينات مقارنة ببدايتها وفي تقرير سد الفجوة لعام 2014، فأن السعودية حققت تقدما ملحوظا في التمكين السياسي، وسبقت عدة دول عربية في الترتيب، كما سعت السعودية في ردم الفجوة بين أوساط المتعلمين، حيث بلغ عدد الإناث 749,375 مقابل عدد الملتحقين من الذكور 778,394، ومن مبدأ المساواة خصصت هيئة حقوق الإنسان منصة للبلاغات.

## الرياضة

### السماح للمرأة بتأسيس النوادي الرياضية
في طليعة العام 2017 منح خادم الحرمين الشريفين الملك سلمان بن عبدالعزيز ـ حفظه الله ـ الأحقية للمرأة السعودية بتأسيس الأندية النسائية، وفق الضوابط والشروط المفروضة لإنشاء هذه الصالات، والتي تنص على العناية التامة بكل متطلبات الصحة العامة داخل المركز الرياضي.
وجاء هذا القرار إسهاماً من خادم الحرمين الشريفين في الحد من البطالة النسائية وتوفير آلاف الوظائف في المراكز والأندية الرياضية، وذلك بعد أن وصل معدل البطالة بين النساء إلى أكثر من 34 ٪ خلال السنوات الماضية، ويتوافق هذا القرار مع مستهدفات رؤية المملكة 2030، والرامية إلى رفع معدل ممارسة الرياضة في المجتمع ليصل إلى مليون رياضي سعودي، بنسبة 40 ٪ خلال الـ 15 عاماً المقبلة بدلاً من 13 ٪ حالياً، وتدشين 450 نادي هواة مسجل، يقدم أنشطة ثقافية متنوعة وفعاليات ترفيهية، وفق منهجية منظمة وعمل احترافي.

### دوري نسائي لكرة القدم
في نوفمبر 2021 أعلن الاتحاد السعودي لكرة القدم عن إطلاق النسخة الأولى من الدوري السعودي لكرة القدم للسيدات، في خطوة تأتي ضمن الخطة الزمنية التي وضعها الاتحاد في إطار برنامج دعم كرة القدم النسائية منذ العام 2017. وأقيمت مبارياته في 3 مدن هي: (الرياض، وجدة، والدمام)، بوجود 6 فرق من كل منطقة، باستثناء الدمام: أربع فرق (للعب بنظام الدوري من دورين). الجدير بالذكر أن الأندية المشاركة من المناطق الثلاث هي: التحدي، وسما، والهمة، والسهام الزرقاء، واليمامة (الوسطى)، والعاصفة، ونسور جدة، واتحاد القوة، والكرة المشتعلة، والليث الأبيض (الغربية)، وشعلة الشرقية، والمملكة النسائي، والواحة، واتحاد السور (الشرقية).

### اسهامات المرأة السعودية في المجال الرياضي
المشاركة في الأولمبياد، ضمت بعثة السعودية في أولمبياد لندن 2012 لاعبة الجودو وجدان شهرخاني، والعداءة سارة عطار التي نافست في سباق 800 متر للسيدات. وشاركت اللاعبتان بموجب دعوة من اللجنة الأولمبية الدولية، وقد أضافت اللجنة الأولمبية السعودية اسميهما إلى بعثة السعودية.
شاركت اللجنة الأولمبية السعودية بأكبر بعثة أولمبية في تاريخ السعودية بأولمبياد طوكيو 2020، وكان من بين المشاركات في هذه الأولمبياد:
ياسمين الدباغ: شاركت العداءة السعودية (ياسمين عمرو الدباغ) لاعبة المنتخب السعودي لألعاب القوى في أولمبياد طوكيو 2020، عقب إعلان الاتحاد الدولي لألعاب الدولي لألعاب القوى عن تأهلها للمشاركة فيها.
وشاركت الدباغ لأول مرة في لندن 2012 ومن ثم ريو 2016، إذ تعتبر السعودية السادسة في الألعاب، عقب العداءة سارة عطار ولاعبة الجودو وجدان شهرخاني: اللتين شاركتا في أولمبياد لندن، بالإضافة إلى لاعبة المبارزة لبنى العمير، والعداءة كاريمان أبو الجدايل، ولاعبة الجودو جود فهمي.
وكانت لاعبة الجودو السعودية (تهاني القحطاني) من ضمن المشاركات في منافسات دورة الألعاب الأولمبية (أولمبياد طوكيو 2020)، والتي بدأت بممارسة الجودو في 2018، وشاركت في معسكرات بالقاهرة وطشقند بجانب المعسكرات الداخلية، كما شاركت في بطولة العالم 2021 في بودابست حيث حلّت بالمركز 17.
من جانبه وصف الاتحاد الدولي للجودو مشاركة تهاني القحطاني بأنه تطور كبير في لعبة الجودو النسائية بالسعودية، والتي بدأت في الاعتماد على اللاعبات الإناث منذ أولمبياد لندن 2012، عن طريق المتسابقة وجدان شهرخاني، ومحافظة الجودو النسائي السعودي على مشاركاته في دورة الألعاب الأولمبية منذ نسخة 2012، وكذلك مشاركة السعودية جود فهمي في نسخة أولمبياد ريو دي جانيرو 2016.